# Marie Bruckmüller
Marie Bruckmüller (* 18. Oktober 1859 in Wien; † 1910 in Gallneukirchen) war eine österreichische Theaterschauspielerin.

## Leben
Bruckmüller, Tochter eines Gelehrten, erprobte schon als Kind ihr Talent auf Dilettantenbühnen. Ihr erstes Engagement fand sie 1877 am Hoftheater in Meiningen, kam 1878 nach Dessau, 1880 nach Wiesbaden, 1881 nach Graz, blieb von 1882 bis 1896 dem Theater ferne, wurde im genannten Jahre Mitglied des Dresdner Residenztheaters, 1897 des Berliner Theaters, mit dessen Ensemble sie auch in Moskau erschien, und trat 1899 in den Verband der Hofbühne Coburg-Gotha. Sie spielte dort Heldenmütter und Anstandsdamen. Sie verstarb 1910.